# Pias (Serpa)
Pias is een plaats (freguesia) in de Portugese gemeente Serpa en telt 3036 inwoners (2001).